# Abel Brohée
Pour les articles homonymes, voir Brohée.
Abel Brohée, né en 1880 et mort en 1947, est un homme d'église belge. Ce chanoine est le fondateur de l'Action catholique de la jeunesse belge ainsi que des Jeunesses catholiques wallonnes, cofondateur et président de l'International Catholic Film Office.

## Biographie
Docteur en philosophie et professeur à l'Université de Louvain, il fut président du séminaire Léon XIII (Tournai), chanoine à la cathédrale de Tournai et secrétaire des œuvres apologétiques (1908). Il fonda avec l'abbé Louis Picard l'Action catholique de la jeunesse belge en 1921 et par la suite, les 'Jeunesses catholiques Wallonnes'. En 1928 il est un des cofondateurs de l’International Catholic Film Office dont il devient le président en 1933. Il reste le président de cette organisation catholique internationale du cinéma, connu sous l'abréviation ''O.C.I.C'' et qui s'établit en 1933 à Louvain et puis en 1936 à Bruxelles, jusqu'à sa mort le 1er mai 1947,.

## Publications
- Abel Brohée, La divisibilité de l'être vivant au point de vue philosophique, Louvain, 1900
- Abel Brohée, Les catholiques et le problème du cinéma, Secrétariat général d'Action Catholique. Louvain, 1927
- Abel Brohée, Cinéma et apostolat social, Pensée catholique, Liége, 1948